# 廣南國
廣南國（越南语：／，1558年－1777年, 1780年－1802年）是越南南北朝（1533年－1592年）及鄭阮紛爭期間的四個政體的其中之一。據有今越南中部一帶，由阮氏家族世襲掌權，號稱「阮主」（越南语：／）。这是阮朝（1802年－1945年）的前身。
阮主只是名義上奉後黎朝皇帝為君主，並使用後黎朝的年號，但事實上是一個獨立國家。阮福濶在位期間，開始使用「王」的稱謂，鑄「大越國阮主永鎮之寶」，大臣上書阮主時皆使用「稟」字。

## 起源
廣南阮氏的第一代首領阮潢，是後黎朝大臣阮淦的次子。阮淦有擁立後黎莊宗的功勞，并在討伐莫朝中起著重要作用。1545年，阮淦被暗殺後，其女婿鄭檢接手控制了整個御林軍，掌握了朝政大權。不久，阮淦的長子阮汪被殺，為了避禍，阮潢接受了阮秉謙的意見，出鎮清化。1558年，鄭檢將最南方廣南省的統治權交給阮潢，阮潢藉守順化之機，奠定了阮氏廣南國的基礎，並將他的控制範圍南向延伸，進入了占婆殘存的領土。他周期性地將他的兵力送往北方協助鄭氏與莫朝長期交戰，以取得鄭氏信任。莫朝在1592年被鄭主擊潰後，雖然阮潢表示效忠於後黎朝朝廷，但控制后黎朝及越南北部的鄭主對阮潢漸有戒心，更一度強留阮潢在北方，但1600年，阮潢成功離開北方返回廣南，與鄭氏逐漸交惡。
1620年，阮氏宗親阮福洽和阮福澤與鄭氏政權內通，可是陰謀被揭發，阮福洽、阮福澤被擒，鄭主只好退兵，於是阮福源正式拒絕將賦稅交予河內朝廷。一份要求阮氏臣服於朝廷權威的正式諭令，也被阮福源拒絕。

## 名稱由來
阮主自稱「大越國阮主」，名義上以後黎朝皇帝為君主，故而阮主政權並沒有確定國號。據近代越南史家陳仲金所說：「當時南方之地雖獨立，但阮氏只稱主而不稱王，且仍未置國號。然而外國人卻常稱阮主領地為廣南國。這是因為廣南有會安（費福，Faifo），為中國人和其他諸國人出入貿易之地，故以廣南之名稱之。」

## 發展
自1592年莫朝被鄭氏政權擊潰後，鄭氏政權和南方廣南阮氏政權逐漸交惡，為了獲取占城的支持以對抗北方的鄭氏政權，廣南阮氏政權試圖與占城修好。阮福源將其女阮氏玉誇嫁給占城君主，而占城亦趁越南內戰之機起兵自立。1594年，占城國王波阿（Po At）曾出兵馬六甲，支持柔佛蘇丹國以對抗葡萄牙殖民者的勢力。而在當時阮氏政權主要通過與葡萄牙殖民者合作來與鄭氏政權對抗，占城的這一行動顯然是與阮氏政權的外交政策完全相左。
1615年，第三代阮主阮福源允許葡萄牙商人建立商業港口費福（Faifo，今越南會安古城，屬廣南省）。廣南國在這時候開始從葡萄牙人手中購買歐洲的先進大炮，同時學習歐洲船舶的設計方法，這些在後來的鄭阮紛爭中給了阮氏政權巨大的幫助。隨著時光流逝，費福港成為了西南太平洋的一個重要貿易港口，許多中國人、日本人、歐洲人和東南亞人來到費福港進行貿易。為了與外國人貿易，阮氏政權支持發展種糖業。而此時因為明、清朝廷的海禁政策，許多日本商人繞過中國，來到越南。日本人為了獲得他們急需的中國絲綢和陶瓷製品，不得不來到費福港進行貿易。
1620年，阮福源將女兒阮氏玉萬嫁給了柬埔寨國王吉·哲塔二世（Chey Chetta II）。作為聘禮，真臘王於1623年允許越南人在波雷諾哥地區（柴棍）建立城鎮。這是自1471年黎聖宗征服占城以後，越南邊境再度向南擴張。
1623年，後黎朝朝廷的權臣鄭松逝世。其子鄭梉嗣位後，要求阮福源向他朝貢，遭到拒絕。三年之後，鄭梉率御林軍南下討伐阮氏，標誌著鄭阮紛爭的開始，這場內戰持續了接近五十年。在鄭阮內戰期間，耶穌會傳教士亞歷山大·德·羅德來到阮氏朝廷的所在地富春進行傳教（1640年），並建立了教堂。但六年之後，阮福瀾像鄭梉一樣，意識到天主教可能對自己的統治產生威脅，取締了天主教。羅德被控以死罪，最後被判處流放。羅德雖然被驅逐出國，但越南的天主教依然在秘密傳播。
1673年，清朝發生三藩之亂，康熙帝希望與鄭氏政權聯合抗擊吳三桂，在康熙帝居間調停下，要求鄭阮兩家停戰。雙方以𤅷江為界。廣南國阮氏政權據有江南領地，故在當時越南的正式文章中亦被稱為「南河」（越南语：／）或「南河國」；在口語上則被稱為「内路」。
在與越南北部鄭氏政權達成和解後，廣南國阮氏政權試圖消滅桀驁不馴，嚴重威脅其側背的占城國，另外不斷向南擴張領土，和暹羅、真臘等國發生頻繁的軍事衝突，奠定了今天越南南部邊境的雛型。且介入了瀾滄和柬埔寨的內戰，同暹羅爭奪在中南半島的利益。
1692年，占城國王婆爭（Po Sot）起兵反對廣南國阮氏政權的統治。顯宗阮福淍鎮壓了這次起義，並於1697年改占城國為「順城鎮」（Thuận Thành trấn）。但旋即賓童龍地區爆發了鼠疫。占城貴族屋牙撻（Oknha Dat）在將軍阿班（A Ban）的幫助下，於1695年擊敗了廣南留守軍。隨後阮福淍遣阮有鏡擊敗了他們。但不久婆爭的弟弟繼婆子（Po Saktiray Da Patih）再興順城鎮，向阮福淍臣服並要求談判。談判的最終結果，雙方於1712年簽訂《議定五條》（Ngũ điều Nghị định），阮主與順城鎮完全講和並不再交戰。占城王被封為「鎮王」（Trấn Vương），並保持了這一稱號達135年。雖然占城國王在這片四處都是越南人的土地上沒有任何實際權力。
1747年，廣南國阮氏政權第八任君主阮福濶，派遣軍隊進入柬埔寨，支援真臘反叛的王子與新繼位的柬王昂东對抗。阮家軍攻佔了朔莊，乘勝進兵，到達其首都烏棟城下。昂东向河仙鎮都督鄚天賜求救，提出願意割讓部分領土以換取和平。十年之後，阮福濶與鄚天賜一起幫助柬埔寨王子乌迭二世奪取了王位。為了報答阮福濶和鄚天賜，柬王將七個省的土地割讓給了越南，其中包括朔莊、茶榮、貢布和磅遜。

## 衰落

越南自1471年向南擴張的歷史進程，青綠色到淡藍色是廣南阮氏擴張的領土

廣南國後期，土地兼併日趨嚴重，廣南國境內的土地都掌握在幾個大地主手上，造成社會不穩。為解決土地兼併的問題，廣南國阮氏企圖針對占城、高棉及暹羅，發動對外戰爭，將所侵佔的別國土地分給失地農民，儘管經常取得對外戰爭的勝利，但是頻繁的對外戰爭也令境內百姓不堪其苦。
除此以外，廣南國境內貧富懸殊，以及官員貪污腐敗情況十分嚴重，賣官鬻爵的情況時常發生，對百姓的苛捐雜稅繁多，而廣南國第八任國主阮福濶沉迷女色及加重稅收，使人民深感不滿。
阮福濶逝世後，權臣張福巒矯詔擁立阮福濶第十六子阮福淳嗣位。阮福淳以其擁立有功，封之為國傅、掌戶部事管中、象奇兼艚務。
阮福淳嗣位的時候年僅十一歲，年幼無知，不理政事，張福巒縱之不管，甚至引導他四處遊玩。而朝中政務皆歸張福巒管理。廣南國朝中皆為張黨，蔡生等人分據各要職，貪贓枉法。國人皆恨張福巒，將他比作秦檜，稱之為「張秦檜」（Trương Tần Cối）。張福巒又以謀反之罪誅殺反對自己的重臣阮福昱（尊室昱）、阮福昴（尊室昴）等人，將朝中反對勢力殺害殆盡。
張福巒一黨的貪橫和殘暴，導致廣南國境內農民紛紛揭竿而起。

## 滅亡
1771年，阮氏三兄弟（阮岳、阮侶、阮惠）在廣南國境內發動西山起義，企圖推翻廣南國阮福淳的統治，廣南國阮氏朝廷急忙召回征討暹羅的兵馬，但為時以晚。盤踞越南北部的鄭主趁機遣黃五福討伐廣南國阮氏，聲稱沒有佔領阮氏江山的意圖，僅僅只是討伐奸臣張福巒而已。鄭主軍隊和西山叛軍合作，終於在1775年攻陷阮氏的都城富春（今順化）。
1777年農曆八月，阮惠攻香堆，廣南國末代君主阮福暘和大臣商議逃至平順，但未及逃走就與宋福和等十八位大臣被西山軍擒獲，后阮福淳、阮福暘等人被殺，阮氏政權覆滅。

## 與後黎朝的關係
廣南國君主雖然是後黎朝屬下的異姓王，但黎皇对之毫無影響力。廣南國成為一個實質上的獨立王國。

## 后人復建廣南國
阮福淳被殺時，阮主家族大部份成員也都遇害，但也有少數僥倖逃脫，其中包括阮福映。阮福映後來流亡暹羅，1787年藉阮岳、阮惠發生內戰之機，阮福映回到越南南方的嘉定（今胡志明市），在西方傳教士等的幫助下重建政權。隨後不斷北伐，於1802年滅西山朝，建立了統一全國的阮朝。

## 疆域变迁

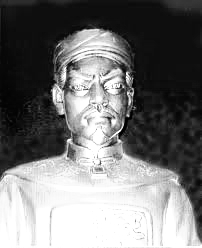
阮潢，廣南阮氏的第一代首領

正治元年（1558年），阮潢入主顺化处，建正营，当时顺化处辖有二府八县四州。新平府辖康禄县、丽水县、明灵州和布政州；肇丰府辖武昌县、丹田县、金茶县、海陵县、思荣县、奠磐县、顺平州和沙盆州。后布政州被郑主夺取，明灵州改为明灵县。
正治十三年（1570年），阮潢兼镇广南处。当时广南处辖有三府九县。升华府辖黎江县、河东县和熙江县；思义府辖平山县、慕华县和义江县；怀仁府辖蓬山县、符离县和绥远县。
慎德元年（1600年），改新平府为先平府。
弘定三年（1602年），置广南营。改怀仁府为归仁府。
弘定五年（1604年），阮潢改先平府为广平府，置广平营。升奠磐县为奠磐府，领新福县、安农县、和荣县、延庆县、富洲县五县，隶广南营。同时改思义府为广义府，金茶县为香茶县，丹田县为广田县，思荣县为富荣县，黎江县为醴阳县，熙江县为潍川县。
弘定十二年（1611年），阮潢平定占城，设立同春县、绥和县二县，置富安府，隶广南营。
德隆元年（1629年），以富安府置镇边营。后改富安营。
德隆二年（1630年），取南布政州，立布政营。
福泰六年（1648年），在广平府置留屯营，不兼管府县。
庆德三年（1651年），改归仁府为归宁府。
盛德元年（1653年），攻略占城，设立广福县、新定县二县，置泰康府；设立福田县、永昌县、花洲县三县，置延宁府，隶新置泰康营。
正和十一年（1690年），改泰康府为平康府。
正和十四年（1693年）三月，改占城国为顺城镇；八月，改顺城镇为平顺府。
正和十五年（1694年）八月，复改平顺府为顺城镇。
正和十八年（1697年），设立安福县、和多县二县，置平顺府，隶新置平顺营。设潘郎、潘切、麻离、庯谐四道。
正和十九年（1698年），初置嘉定府。以鹿野处设福隆县，建镇边营；柴棍处设新平县，建藩镇营。
永盛四年（1708年），河仙求内附。置河仙镇。
永庆元年（1732年），分嘉定置定远州，建龙湖营。
景兴三年（1742年），改归宁府为归仁府；延宁府为延庆府；改泰康营为平康营。
景兴十七年（1756年），高绵献寻敦、𣒱巤二府，隶定远州。
景兴十八年（1757年），高绵献寻枫龙府给阮主，阮主在沙的设东口道，前江设新洲道，后江设朱笃道，全部隶属龙湖营。同时，高绵献真森、柴末、灵琼、芹渤、淎贪五府给河仙。河仙转献阮主，阮主令河仙镇守。河仙在沥架地置坚江道、哥毛地置龙川道。
景兴三十三年（1772年），暹罗占领河仙。阮主在美湫设长屯道。
景兴三十四年（1773年），西山占领归仁、思义、富安、平康、延庆、平顺六府。
景兴三十六年（1775年），郑主进攻富春，阮主阮福淳南逃，先逃到广南，后跨海逃至嘉定。
景兴三十七年（1776年），西山占领嘉定府二县一州。

## 歷代統治者列表
以下是廣南阮氏歷代統治者：
| 廟號                          | 諡號                                                                  | 爵號         | 稱號          | 姓名   | 在世           | 在位時間       | 陵號   |
| ----------------------------- | --------------------------------------------------------------------- | ------------ | ------------- | ------ | -------------- | -------------- | ------ |
| －                            | 惠哲顯祐宏休濟世偉績昭勳靖王 （太祖阮潢追諡）                         | 昭勳靖公     | -             | 阮淦   | 1468年－1545年 | －             | 長原陵 |
| －                            | 貽謀垂裕欽恭惠哲顯祐宏休濟世偉績昭勳靖王 （1744年世宗阮福濶改諡）     | 昭勳靖公     | -             | 阮淦   | 1468年－1545年 | －             | 長原陵 |
| 肇祖 （1806年世祖阮福映追尊） | 貽謀垂裕欽恭惠哲顯祐宏休濟世啟運仁聖靖皇帝 （1806年世祖阮福映改諡）   | 昭勳靖公     | -             | 阮淦   | 1468年－1545年 | －             | 長原陵 |
| －                            | 謹義達理顯應昭祐耀靈嘉裕王 （熙宗阮福源追諡）                         | 端國公       | 仙主          | 阮潢   | 1525年－1613年 | 1558年－1613年 | 長基陵 |
| 烈祖 （1744年世宗阮福濶追尊） | 肇基垂統欽明恭懿謹義達理顯應昭祐耀靈嘉裕太王 （1744年世宗阮福濶改諡） | 端國公       | 仙主          | 阮潢   | 1525年－1613年 | 1558年－1613年 | 長基陵 |
| 太祖 （1806年世祖阮福映改尊） | 肇基垂統欽明恭懿謹義達理顯應昭祐耀靈嘉裕皇帝 （1806年世祖阮福映改諡） | 端國公       | 仙主          | 阮潢   | 1525年－1613年 | 1558年－1613年 | 長基陵 |
| －                            | 大都統鎮南方總國政翼善綏猷瑞陽王 （1635年神宗阮福瀾初諡）             | 瑞國公       | 佛主          | 阮福源 | 1563年－1635年 | 1613年－1635年 | 長衍陵 |
| 宣祖 （1744年世宗阮福濶追尊） | 顯謨光烈溫恭明睿翼善綏猷孝文王 （1744年世宗阮福濶改諡）               | 瑞國公       | 佛主          | 阮福源 | 1563年－1635年 | 1613年－1635年 | 長衍陵 |
| 熙宗 （1806年世祖阮福映改尊） | 顯謨光烈溫恭明睿翼善綏猷孝文皇帝 （1806年世祖阮福映改諡）             | 瑞國公       | 佛主          | 阮福源 | 1563年－1635年 | 1613年－1635年 | 長衍陵 |
| －                            | 大元帥統率順化廣南等處掌國政威斷神武仁昭王 （1648年太宗阮福瀕初諡）   | 仁郡公       | 上主          | 阮福瀾 | 1601年－1648年 | 1635年－1648年 | 長延陵 |
| 神祖 （1744年世宗阮福濶追尊） | 承基纘統剛明雄毅威斷英武孝昭王 （1744年世宗阮福濶改諡）               | 仁郡公       | 上主          | 阮福瀾 | 1601年－1648年 | 1635年－1648年 | 長延陵 |
| 神宗 （1806年世祖阮福映改尊） | 承基纘統剛明雄毅威斷英武孝昭皇帝 （1806年世祖阮福映改諡）             | 仁郡公       | 上主          | 阮福瀾 | 1601年－1648年 | 1635年－1648年 | 長延陵 |
| －                            | 大元帥總國政功高德厚勇哲王 （1687年英宗阮福溙初諡）                   | 勇國公       | 賢主          | 阮福瀕 | 1620年－1687年 | 1648年－1687年 | 長興陵 |
| 毅祖 （1744年世宗阮福濶追尊） | 宣威建武英明莊正聖德神功孝哲王 （1744年世宗阮福濶改諡）               | 勇國公       | 賢主          | 阮福瀕 | 1620年－1687年 | 1648年－1687年 | 長興陵 |
| 太宗 （1806年世祖阮福映改尊） | 宣威建武英明莊正聖德神功孝哲皇帝 （1806年世祖阮福映改諡）             | 勇國公       | 賢主          | 阮福瀕 | 1620年－1687年 | 1648年－1687年 | 長興陵 |
| －                            | 大元帥總國政紹休纂業弘義王 （1691年顯宗阮福淍初諡）                   | 弘國公       | 義主          | 阮福溙 | 1649年－1691年 | 1687年－1691年 | 長茂陵 |
| －                            | 紹休纂業寬洪博厚溫惠慈祥孝義王 （1744年世宗阮福濶改諡）               | 弘國公       | 義主          | 阮福溙 | 1649年－1691年 | 1687年－1691年 | 長茂陵 |
| 英宗 （1806年世祖阮福映追尊） | 紹休纂業寬洪博厚溫惠慈祥孝義皇帝 （1806年世祖阮福映改諡）             | 弘國公       | 義主          | 阮福溙 | 1649年－1691年 | 1687年－1691年 | 長茂陵 |
| －                            | 都元帥總國政寬慈仁恕祚明王 （1725年肅宗阮福澍初諡）                   | 祚國公       | 國主 天縱道人 | 阮福淍 | 1675年－1725年 | 1691年－1725年 | 長清陵 |
| －                            | 英謨雄略聖文宣達寬慈仁恕孝明王 （1744年世宗阮福濶改諡）               | 祚國公       | 國主 天縱道人 | 阮福淍 | 1675年－1725年 | 1691年－1725年 | 長清陵 |
| 顯宗 （1806年世祖阮福映追尊） | 英謨雄略聖文宣達寬慈仁恕孝明皇帝 （1806年世祖阮福映改諡）             | 祚國公       | 國主 天縱道人 | 阮福淍 | 1675年－1725年 | 1691年－1725年 | 長清陵 |
| －                            | 大都統總國政宣光紹烈鼎寧王 （1738年世宗阮福濶初諡）                   | 鼎國公       | 雲泉道人      | 阮福澍 | 1696年－1738年 | 1725年－1738年 | 長豐陵 |
| －                            | 宣光紹烈濬哲靜淵經文緯武孝寧王 （1744年世宗阮福濶改諡）               | 鼎國公       | 雲泉道人      | 阮福澍 | 1696年－1738年 | 1725年－1738年 | 長豐陵 |
| 肅宗 （1806年世祖阮福映追尊） | 宣光紹烈濬哲靜淵經文緯武孝寧皇帝 （1806年世祖阮福映改諡）             | 鼎國公       | 雲泉道人      | 阮福澍 | 1696年－1738年 | 1725年－1738年 | 長豐陵 |
| －                            | 乾剛威斷神毅聖猷仁慈睿智孝武王 （1765年睿宗阮福淳初諡）               | 曉國公 國王  | 慈濟道人      | 阮福濶 | 1714年－1765年 | 1738年－1765年 | 長泰陵 |
| 世宗 （1806年世祖阮福映追尊） | 乾剛威斷神毅聖猷仁慈睿智孝武皇帝 （1806年世祖阮福映改諡）             | 曉國公 國王  | 慈濟道人      | 阮福濶 | 1714年－1765年 | 1738年－1765年 | 長泰陵 |
| －                            | 聰明寬厚英敏惠和孝定王 （1778年世祖阮福映初諡）                       | 國王         | 慶暊道人      | 阮福淳 | 1754年－1777年 | 1765年－1776年 | 長紹陵 |
| 睿宗 （1806年世祖阮福映追尊） | 聰明寬厚英敏惠和孝定皇帝 （1806年世祖阮福映改諡）                     | 國王         | 慶暊道人      | 阮福淳 | 1754年－1777年 | 1765年－1776年 | 長紹陵 |
| －                            | 孝宣王 （世祖阮福映初諡）                                             | －           | －            | 阮福昊 | 1739年－1760年 | －             | 宣王墓 |
| －                            | 濬哲溫良英睿明達宣王 （1804年世祖阮福映改諡）                         | －           | －            | 阮福昊 | 1739年－1760年 | －             | 宣王墓 |
| －                            | 孝惠王 （世祖阮福映初諡）                                             | 新政王       | －            | 阮福暘 | 1759年－1777年 | 1776年－1777年 | 穆王墓 |
| －                            | 恭敏英斷玄默偉文穆王 （1804年世祖阮福映改諡）                         | 新政王       | －            | 阮福暘 | 1759年－1777年 | 1776年－1777年 | 穆王墓 |
| －                            | 慈祥澹泊寬裕溫和孝康王 （1778年世祖阮福映初諡）                       | －           | －            | 阮福㫻 | 1733年－1765年 | －             | 基聖陵 |
| 興祖 （1821年聖祖阮福晈追尊） | 仁明謹厚寬裕溫和孝康皇帝 （1806年世祖阮福映改諡）                     | －           | －            | 阮福㫻 | 1733年－1765年 | －             | 基聖陵 |
| －                            | －                                                                    | 大元帥攝國政 | －            | 阮福映 | 1762年－1819年 | 1778年－1779年 | 天授陵 |
| －                            | －                                                                    | 國王         | －            | 阮福映 | 1762年－1819年 | 1780年－1806年 | 天授陵 |

### 引用
1. ↑  .   [2014-03-17]. （原始内容存档于2021-07-11）.
2. ↑  陳仲金《越南史略》第四卷第六章，北京商務印書館1992年中譯本，247頁。
3. ↑  （越南文）陳仲金《越南史略》，140頁。 的存檔，存档日期2012-07-04.
4. ↑  Encyclopedia of Asian History, Volumn 3 (Nguyen Lords) 1988. Charles Scribner's Sons, New York.
5. ↑  Vietnam, Trials and Tribulations of a Nation by D. R. SarDesai, ppg 33-34, 1988 ISBN 0-941910-04-0
6. ↑  陳仲金《越南史略》，戴可來 譯（中文譯名《越南通史》），商務印書館出版，1992年12月. 第190至195頁.

## 外部連結
- （越南文） (PDF). （原始内容 (PDF)存档于2012-07-04）.